# Anna Semjonowna Schchijan
Anna Semjonowna Schchijan (russisch Анна Семёновна Шхиян, armenisch Աննա Սեմյոնի Շխիյան Anna Semjoni Schchijan) (* 26. Junijul. / 9. Juli 1905greg. in Tiflis; † 15. Mai 1990 in Jerewan) war eine sowjetische Botanikerin und Hochschullehrerin. Ihr botanisches Autorenkürzel lautet Schchian.

## Leben
Schchijan stammte aus einer Lehrerfamilie. Aufgrund ihrer Begeisterung für die Naturwissenschaft studierte sie an der Fakultät für Landwirtschaft des Staatlichen Polytechnischen Instituts Tiflis, das später in der Staatlichen Universität Tiflis aufging. 1929 ging sie nach Armenien, um an der Aufforstung beim Kurort Arsni in der Hrasdan-Schlucht (23 km nördlich von Jerewan, Provinz Kotajk) im Armenischen Hochland teilzunehmen.
1933 wurde Schchijan Mitarbeiterin des Biologie-Sektors der Transkaukasus-Filiale der Akademie der Wissenschaften der UdSSR in Tiflis, der 1934 Teil des neuen Botanik-Instituts wurde. Sie führte floristische und geobotanische Expeditionen im gesamten Kaukasus durch und erarbeitete die Systematik von Arten und Familien. Ihr Lehrer war Dmitri Iwanowitsch Sosnowski. Sie tat viel für die Regulierung der landwirtschaftlichen Tätigkeiten der Menschen in Transkaukasien. Dazu gehörten die Zuteilungen der Winterweiden in einigen Rajons der Aserbaidschanischen Sozialistischen Sowjetrepublik, die Untersuchung der Wälder Niederkartliens mit Erstellung von Karten und Dokumentation der Vegetation dort und die Untersuchung der Wildobstwälder in Ostgeorgien. Die Ergebnisse wurden in einem Sammelband über Nutzpflanzen veröffentlicht.
Von besonderer Bedeutung waren Schchijans Systematik-Studien. 1944 verteidigte sie ihre Kandidat-Dissertation über die Systematik und Geographie der kaukasischen Vertreter der Traubenhyazinthen. Damit lieferte sie einen wichtigen Beitrag zum achtbändigen Werk über die Flora Georgiens (1941–1952). Ihre Doktor-Dissertation über die Systematik der Dipsacaceae im Kaukasus verteidigte sie 1974. Sie hielt eine Vorlesung in armenischer Sprache über Systematik und allgemeine Biologie an der naturwissenschaftlich-geographischen Fakultät des Puschkin-Instituts für Pädagogik in Tiflis.
Ab 1975 lebte Schchijan in Jerewan und arbeitete in der Abteilung für Systematik und Geographie des Botanik-Instituts der Akademie der Wissenschaften der Armenischen Sozialistischen Sowjetrepublik (bis Herbst 1989).
Die Lauchart Allium schchianae Ogan. wurde 1999 nach Schchijan benannt.